# Esporte Clube Iranduba da Amazônia
El Esporte Clube Iranduba da Amazônia. Es un club de fútbol femenino profesional, ubicado en la ciudad de Iranduba, Brasil. En la actualidad el club participa en la segunda división del Brasileirao Femenino.

## Historia
Iranduba fue fundado el 18 de enero del 2011, por un grupo de deportistas (Aldenir Kniphoff, Amarildo Dutra, Edu Lima, Oséas Lima, Emerson Sampaio, Carlos Castro, Juarildo Muniz, Wellison Leão, André Maciel Lima, Arnaldo Domingues, Carlos Almeida, Ítalo Fortes, Olavo Dantas, José Dijo, Simone Carneiro, el guardameta tetracampeón del mundo Claudio Taffarel y el defensor Lateral Campeón del Mundo con Grêmio, el sr Paulo Roberto), como principal objetivo en el momento de su fundación es desarrollar el futbol amazonense.
En 2012, participó en la 1.ª Copa Brasileña de Fútbol Playa de Fútbol Femenino, en Complexo da Gávea, Río de Janeiro, donde fue Vicecampeona del Torneo Local y 5.ª en general. También en 2012 participó en el Torneo Internacional de la Copa de Naciones en Boa Vista, donde también fue Vicecampeón.
Iranduba es el equipo estatal con el mayor número de títulos de fútbol femenino, con 6 logros del Campeonato Femenino del Amazonas, y en 2014, 2015 y 2016 alviverde ganó el estado invicto. Es el primer y único Country Club en representar al Estado de Amazonas en las competiciones nacionales de la Copa de Brasil y el Campeonato de Brasil.
Es uno de los clubes fundadores de la Liga Brasileña de Fútbol Femenino (LFBF), creada el 20 de mayo de 2015. Ha participado en las últimas seis ediciones de la Copa Brasileña de Fútbol Femenino, de 2011 a 2016. Ha participado en todas las ediciones del Campeonato Brasileño de Fútbol. Las mujeres, de 2013 a 2017 (en progreso) y en 2016 participaron en la Liga de Fútbol Femenino I2020, celebrada por el Ministerio de Deporte, donde fue subcampeona.
En el 2016 brasileño, Iranduba recibió mucho apoyo público en Manaos, atrayendo a 20,364 pagadores a los estadios en cinco partidos, un promedio de 4,072 espectadores por partido superior a los equipos masculinos amazónicos en Barezão y Brasileiro - Serie D, que Nacional- AM jugado. Iranduba incluso consiguió el mayor público en todas las competiciones en los juegos celebrados en Manaos, en la segunda fase, trajo 8.147 (todos pagando) contra Corinthians, 7.145 (5.875 pagando) contra Flamengo y 4.030 en el juego con São José-RS, todos en el Amazon Arena; y 849 pagadores presenciaron a Iranduba y Santos en el estadio Colina. La taquilla de los partidos fue la única del Brasileirão Femenino que pagó los costos operativos.
En el Ranking Nacional de Clubes Femeninos más reciente de la CBF, que tiene en cuenta el rendimiento del equipo en las últimas cinco temporadas y fue lanzado en diciembre de 2016, Iranduba está en el sexto lugar con 10,104 puntos: es el único Club de Región norte que se encuentra en el top 10.

## Estadio

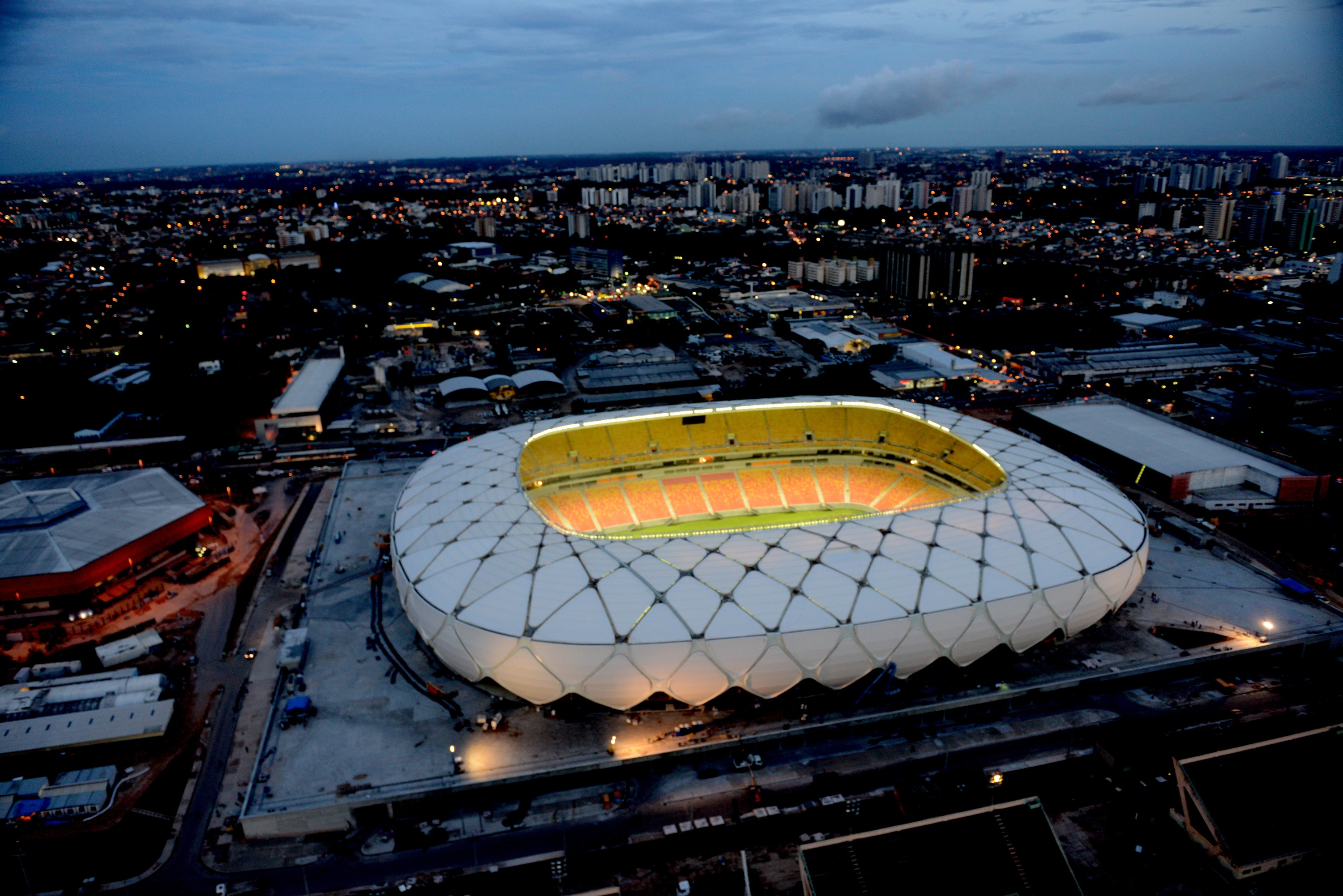
Arena Amazônia

El club disputa sus partidos de la segunda división del Brasileirao Femenino en el estadio Arena da Amazônia, con capacidad para 50.000 espectadores
En el fútbol femenino, irónicamente, posee la mayor afición del estado. Poseedor del récord de asistencia al Brasileirão Femenino de 2016, el 23 de marzo asistieron 8.147 personas al Arena da Amazônia, el club moviliza a los hinchas de Iranduba y Manaus el día del partido. En la disputa de la primera Liga de Fútbol Femenino Sub-20, y el 24 de junio de 2016, 17.322 personas fueron asistir a Iranduba ser subcampeona de dicha categoría.

## Directiva 2021
| Cargo                  | Nombre             |
| ---------------------- | ------------------ |
| Director deportivo     | Luciano Junior     |
| Entrenador principal   | João Carlos Cavalo |
| Asistente técnico      | Nilton Correa      |
| Preparador físico      | Rodrigo Freitas    |
| Entrenador de Porteras | Mario Cesar        |
| Médico                 | Eduardo Stewien    |
| Fisioterapeuta         | Leonardo Correa    |
| Utilero                | Bandera de Brasil  |

## Jugadoras notables
La siguiente es una lista de los jugadores más notables que han jugado en el club.
| Extranjeras - Yoreli Rincón - Dulce Quintana - Jaylis Oliveros - Karla Torres - Petra Cabrera - Hilary Vergara - Cinthia Zarabia - Dayana Rodríguez - Cris - Natasha Rosas | Locales - Bruna Benites - Tânia Maranhão - Andressinha - Raquel Fernandes - Djenifer Becker - Rubi - Sorriso - Mariana Neiva - Ludmila Barbosa |

## Entrenadores
| Entrenador         | Período       |
| ------------------ | ------------- |
| Olavo Dantas       | 2011 - 2016   |
| Sérgio Duarte      | 2016-2017     |
| Adilson Galdino    | 2018-2019     |
| Igor Cearense      | 2019-2020     |
| João Carlos Cavalo | 2020-presente |

## Palmarés
El club tiene mayor protagonismo en el fútbol femenino, siendo el equipo con más títulos del estado Amazonas, es el primer y único club del interior que representa al Estado de Amazonas en las competiciones nacionales como la Copa de Brasil Femenina y la primera división del Brasileirao femenino (máxima competición del futbol Brasileño femenino).

### Títulos Estatales Oficiales (8)
| Competición Estatal            | Títulos                                         | Subcampeonatos |
| ------------------------------ | ----------------------------------------------- | -------------- |
| Campeonato Amazonense Femenino | 2011, 2012, 2013, 2014, 2015, 2016, 2017, 2018. | 2019.          |

 El club participó en una edición de la Copa Libertadores Femenina celebrada en 2018, obteniendo el tercer lugar de la competición.